# Инсулинова резистентност
Инсулиновата резистентност е патологично състояние, при което клетките не реагират нормално на хормона инсулин. Тялото произвежда инсулин, когато започне да се отделя глюкоза в кръвта при храносмилането на въглехидратите в храната. Нормалният инсулинов отговор на глюкозата предизвиква нейното усвояване в клетките на тялото като източник на енергия, което предотвратява използването за източник на енергия на телесните мазнини. В резултат, концентрацията на глюкоза в кръвта намалява и остава в нормални граници дори и при повишен прием на въглехидрати. Когато тялото произвежда инсулин при условия на инсулинова резистентност, клетките са резистентни (не реагират) на инсулина и тялото е неспособно да използва инсулина ефективно, което води до висока кръвна захар. Бета клетките в панкреаса на свой ред повишават производството на инсулин, с което още повече покачват нивата на нивата на инсулин в кръвта. Това често и за дълго остава неустановено при медицински прегледи и може да допринесе за развитието на диабет от тип 2 или латентен автоимунен диабет при възрастни. Въпреки че този тип хронична инсулинова резистентност е вредна, при остри заболявания всъщност се оказва добре еволюирал механизъм за защита. Скорошни изследвания разкриват, че инсулиновата резистентност помага да се съхрани доставката на глюкоза за [мозък]а, като възпрепятства усвояването на излишната глюкоза от мускулите. На теория, инсулиновата резистентност би трябвало дори да се усили при сериозни метаболитни условия като бременност, по време на която развиващият се мозък на фетуса има нужда от повече глюкоза.
Пациенти, развити диабет тип 2 обикновено преди това са преминавали през етапа на инсулинова резистентност и преддиабет, въпреки че често са останали недиагностицирани. Инсулиновата резистентност е синдром (набор от признаци и симптоми), който резултира в намалена инсулинова активност, и е част от по-комплексно множество от симптоми, наречено метаболитен синдром.
Инсулинова резистентност може да бъде развита и от пациенти, които са преживели коремни или бариатрични процедури. Тази остра форма на инсулинова резистентност, която може да бъде развита постоперативно, има свойството да се увеличава за кратки периоди, като чувствителността към инсулина обичайно може да се върне у пациентите след около пет дни.

## Признаци и симптоми
Изброените признаци и симптоми зависят от недостатъчно добре разбрани от науката вариации при индивидуалните пациенти и съответно може да не се срещат у всички хора, диагностицирани с инсулинова резистентност.
- Повишено усещане за глад
- Летаргия (чувство на отпадналост и умора)
- Замъгляване на мозъка и неспособност за концентрация
- Високи нива на кръвната захар
- Повишаване на теглото, натрупване на мастни тъкани, трудно отслабване. При повечето хора излишното тегло се изразява в подкожни мастни натрупвания, обикновено във и около коремните органи – както при мъжете, така и при жените; понастоящем се смята, че хормоните, произвеждани от тези мастни натрупвания, са основната причина за инсулиновата резистентност.
- Повишени нива на холестерол в кръвта
- Повишено кръвно налягане; много хора с хипертония са или диабетици или са в преддиабетна форма и има ими повишени нива на инсулин заради инсулинова резистеност.